# 三江镇 (汶川县)
三江乡，是中华人民共和国四川省阿坝藏族羌族自治州汶川县下辖的一个乡镇级行政单位。

## 行政区划
三江乡下辖以下地区：
街村、河坝村、龙竹园村、邓家塘村、席草林村、照壁村、漆山村、麻柳村和草坪村。